# Rapport (televisieprogramma)
Rapport is een Zweeds tv-programma en het grootste nieuwsprogramma in Zweden. Er zijn dagelijks meerdere uitzendingen te zien op SVT 1 en SVT 2, daarnaast is er ieder uur  een kort bulletin op SVT 24. Het programma bestaat sinds 1969, toen het tweede kanaal van de Zweedse televisie, SVT 2, werd opgestart. Later is het programma verhuisd naar SVT 1. Sinds november 2007 wordt Rapport uitgezonden op zowel ettan als tvåan.

## Uitzendingen
Er zijn meerdere uitzendingen overdag, de meeste op SVT 1 en SVT 24. Sinds 2007 wordt Rapport ook weer uitgezonden op SVT 2. Daarmee werd Rapport hét nieuwsprogramma par défaut voor SVT, voordien had elk kanaal zijn eigen nieuwsprogramma onder een andere naam.

### inGomorron Sverige
"Gomorron Sverige" ("Goedemorgen Zweden") is het ontbijtprogramma van SVT op SVT 1. De vroege ochtenduitzendingen zijn geïntegreerd met dit programma. Vaste presentator is Rikard Palm.

### 18.00
Tot 19 november 2007 werd om 18.00 uur op SVT 2 het nieuwsprogramma "Aktuellt-18" ("Actueel-18") uitgezonden, maar sinds Aktuellt zich meer richt op verdieping en meer een programma is geworden in de lijn van Terzake of NOVA-Den Haag Vandaag, is "Aktuellt-18" vervangen door een uitzending van Rapport. Aktuellt zendt alleen nog uit om 21.00 uur en heet nu simpelweg "Aktuellt" in plaats van "Aktuellt-21" zoals voorheen. Op zaterdag is er geen Aktuellt om 21.00 uur, dan wordt om dat tijdstip nog eens een Rapport uitgezonden. De Rapport-uitzending van 18.00 uur wordt doorgaans gepresenteerd door dezelfde presentator als die van de 19.30 uur-uitzending.

### 19.30
Om 19.30 uur wordt dagelijks een journaal van een half uur uitgezonden. In de opening wordt geafficheerd dat het hier om het belangrijkste nieuwsprogramma in Zweden gaat, daar er Sveriges största nyhetsprogramm staat, wat zoiets betekent als "Zwedens grootste nieuwsprogramma". 
Het programma kent twee vaste presentatoren: Lisbeth Åkerman (2005-) en Claes Elfsberg (1975-2004, 2008-). Elfsberg was jarenlang de anchorman van Rapport, tot hij in 2004 kijkersombudsman werd. In 2008 maakte hij een onverwachte comeback op het digitale webkanaal Play Rapport. Daarna, met name sinds het wegvallen van een andere vast gezicht, Katarina Sandström (die met zwangerschapsverlof is), ging hij ook weer de televisie-uitzendingen van Rapport presenteren. Elfsberg werd in 2004 vervangen door Morgan Olofsson, maar die laatste is  in mei 2007 benoemd tot hoofdredacteur en verschijnt aldus niet meer in beeld. Andere presentatoren zijn in 2009 onder andere Nike Nylander, Cecilia Gralde en Filip Struwe.
Sinds in november 2007 het nieuwsprogramma "Aktuellt" op zusterkanaal SVT 2 vernieuwd werd, ging het vaste blokje economisch nieuws "A-ekonomi" van "Aktuellt 18" naar de Rapport-uitzending van halfacht. A-ekonomi wordt gepresenteerd door een aparte presentator, ongeveer op twee derde van de uitzending.
Vanaf 25 augustus 2008 verhuizen een aantal programma's van zender. De regionale nieuwsuitzendingen die op SVT 2 werden uitgezonden, verhuizen naar SVT 1. Dit geldt ook voor "Kulturnyheterna". Op die manier ontstaat van 19.00 uur tot 20.00 uur een nieuws-uur ("nyhetstimman") met om 19.00 uur een mini-uitzending van Rapport, dan cultureel nieuws, dan regionaal nieuws en om 19.30 uur zoals gebruikelijk de hoofduitzending van Rapport.

### 21.30
Om 21.30 uur werd, sinds februari 2007 een nieuwsblok van een half uur uitgezonden, dat zich in het bijzonder richt op jongere kijkers van tussen de 20 en 39 jaar. Dit uit zich in de presentatie en de opzet van het programma. (Na de zomer van 2007 was het allemaal weer wat traditioneler geworden, zo zaten de nieuwslezers weer aan het begin van het programma in plaats van dat ze staan.) Het nieuwsblok, in zijn geheel uitgezonden onder de noemer "Rapport" bestond naast nieuws, ook uit sport ("Sportsnytt") en economisch nieuws ("A-ekonomi") en cultureel nieuws ("Nöjesnytt"). Presentatoren waren dezelfde als die van de 19.30 uur-uitzending. Rapport 21.30 werd uitgezonden op SVT 24, maar is sinds 25 augustus 2008 komen te vervallen, ten voordele van regionale nieuwsuitzendingen.

### Kortere uitzendingen
In de middag wordt drie keer een bulletin van 10 minuten uitgezonden. Het wordt gepresenteerd door verschillende journalisten en is te zien om 12.00 uur, 16.00 uur en 22.25 uur op SVT 1. Voorts is er ieder uur een soort nieuws-update. Deze drie minuten durende bulletins zijn alleen te zien op SVT 24.

### Play Rapport
Sinds 2008 is het mogelijk om op internet een digitale nieuwsuitzending samen te stellen onder de naam "Play Rapport". De kijker/surfer kiest zelf welke reportages hij wil zien. Op televisie wordt veel reclame gemaakt voor deze nieuwe manier van 'televisiekijken'

## Trivia
In de late avonduitzending van 20 augustus 2006 was gedurende enkele minuten een Tsjechische pornofilm, uitgezonden op Canal+ te zien op een van de monitoren in de regieruimte die achter presentator Peter Dahlgren te zien was. Het incident bracht geen kijkersklachten voort, maar zorgde voor enige beroering in de media in binnen en buitenland. (Ook het NOS Journaal maakte er melding van.) Zweedse tabloids kwamen met een nieuwe naam voor het programma: Rapporn.
In de zomer van 2008 haalde Rapport-presentator Rikard Palm het Spaanse tv-nieuws met een bericht over zijn snor: die was namelijk tussen de uitzending van 18.00 uur en die van 19.30 uur ineens verdwenen! Palm had zijn snor laten staan, omdat zijn vrouw zei dat het hem stond. Verontruste kijkers maakten dat hij zijn snor alsnog afschoor tussen de uitzendingen door.